# Ruthyn Turney
Ruthyn Turney (Suray, Estats Units, 11 de setembre de 1867 - Tacoma, Washington, 1945) fou un compositor i violinista estatunidenc. Durant quatre anys fou deixeble d'August Aamold i el 1903 a aconseguí la plaça de director de l'ensenyança de violí del Col·legi d'Agricultura d'Oregon. El 1905 dirigí l'Acadèmia de Música de Portland i després es dedicà donar concerts i l'ensenyança particular. Entre les seves composicions hi figuren dos trios i un quartet per a instruments d'arc, i una suite sobre motius indis per a arc, diverses obres per a violí i un mètode d'aquest instrument.